# Agrupación Deportiva Sala 10
La Agrupación Deportiva Sala 10 è una squadra spagnola di calcio a 5 fondata nel 1987 a Saragozza.

## Storia
Il club ha disputato i primi campionati nella Federacion Espanola de Futbol Sala con il nome di Cafè Paloma' e successivamente Eletricidad Amaro, vincendo la Coppa di Spagna. Nella stagione 1992/1993 inizia l'avventura in LNFS dove parte dalla Primera Nacional B, in tre anni realizza due promozioni, giungendo alla Division de Plata (2ª divisione spagnola) ma rinuncia al titolo per problemi economici. La vera promozione è nella successiva stagione come Cica Consulting Zaragoza.
La squadra disputa tre ottime stagioni in seconda lega, con un secondo posto, un quarto ed una promozione, con il nome di Foticos Zaragoza. Seppure nella parte bassa della classifica, il Foticos rimane in massima divisione due anni, retrocedendo però al termine della stagione 2000/2001.
La squadra aragonese rimane in Division de Plata appena un anno, riguadagnando la massima serie al termine della stagione 2001/2002, l'anno successivo conquista un prestigioso quinto posto. Dal 2003/2004 la formazione è denominata DKV Seguros, ha avuto un andamento non particolarmente esaltante: a due qualificazioni per i play-off sono seguite tre stagioni meno brillanti, dove la formazione bianca ha fallito la qualificazione alla fase finale per il titolo.

## Palmarès
- 1 Coppa di Spagna FEFS (1991/1992)